# 马丹·班达里
马丹·库马尔·班达里（1952年6月27日—1993年5月16日）是尼泊尔的一名共产主义政治家，曾任尼泊尔共产党（联合马列）总书记。1993年，他提出了“人民多党民主”理论。

## 生平
班达里出生在尼泊尔，他曾在梅迪伯格学校和印度瓦拉纳西读书。
1972年，班达里成为民族文化战线中央委员会委员，这个组织由普什帕·拉尔·什雷斯塔领导。
1976年，班达里离开尼泊尔共产党 (普什巴·拉尔)，发起解放阵线集团，1978年，他又参与贾帕运动。
1980年，班达里建立尼泊尔共产党（马列），1986年，他当选为该党总书记。
1991年，尼泊尔共产党（马列）并入尼泊尔共产党（联合马列），班达里继续担任总书记。班达里是尼泊尔共产党（联合马列）的缔造者，他于1993年提出“人民多党民主”理论。他去世后，尼泊尔共产党（联合马列）仍具有强大影响力，这在很大程度上要归功于他。
1993年，班达里去世，死因是车祸，并且这场车祸没有任何见证者。许多人相信班达里是被谋杀的，3个人在车子里，只有司机阿玛尔·拉玛（Amar Lama）幸存，班达里和吉夫·拉吉·阿什里特（Jeev Raj Ashrit）都死了。尼泊尔政府下令彻查班达里和阿什里特死因，一直没有查出结果，10年后的2003年，司机阿玛·拉玛也被谋杀了。
他的遗孀比迪娅·戴维·班达里于2015年10月28日当选为尼泊尔历史上首位女总统。